# ダンジョン・シージ: アランナの伝説
『ダンジョン シージ: アランナの伝説』（原題：Dungeon Siege: Legends of Aranna）は、2003年11月11日にGas Powered Gamesが開発し、マイクロソフト社が発売されたアクションロールプレイングコンピューターゲーム。前作『ダンジョン シージ』初の公式拡張パック。
日本語版は2004年1月30日に公式拡張パック「アランナの伝説」とリニューアル版「ダンジョン シージ」本体を2本同梱した3枚組の完全版が発売された。

## ストーリー
エッブ王国を救うため、セックの王・ゴームとの決戦から数年後、アランナ大陸は再び新たな闇の勢力が侵略する。古代ウトラエの民に封印された悪魔・ジャドウジャンバーが解放され、運ばれていた強力な秘宝である天星の杖を奪う、アランナに対しても復讐が行われていた。かつてエッブ王国のために戦った勇者の子孫を主人公にした設定であり、神秘の島へと導く、天星の杖を持ち去ったジャドウジャンバーを追撃された。

## 登場キャラクター

### 旅の仲間
ジョンダール
初期ジョブは魔術使い。北の門の橋の向に立っている男性。天星の杖を守る護衛の一人。奪われた天星の杖を取り戻すために主人公と同行を申し出る。自然魔法を操る。
リッサ
初期ジョブは弓使い。西の門前の塔の板に立つ女射手の妹。凍結湖にある忘却の回廊の入り口に立っている。ロストクィーンが天星の杖を持っている探索行動を提出し、主人公と同行を申し出てきた。
ナッジ
初期ジョブは剣士。伝説の島の西の方の海岸に立っている男性剣士。自らの一族を探すために主人公と同行を申し出てきた。
ナデューロ
初期ジョブは呪術師。長老のいる島の北にある島に立っている戦闘魔法師。初期装備の呪文書や高値の火系呪術などを備えている。彼の助手が行方不明。
クラールイエローテイロン
初期ジョブは剣士。ハサットと戦っている剣士。主人公と同行を申し出てきた。
アルジャーマンカー
初期ジョブは散兵。サーグの助手である。古代の宝玉・ラハークの石を持っている。近戦・遠隔攻撃両用タイプで主人公と同行を申し出てきた。
メーガン
初期ジョブは名射手。弓を構えた女性。自然魔法の呪文も持っている。
コーナス
初期ジョブは名呪術師。冥府の山の巣窟の口に立っている戦闘魔法師。装備を固め易く打たれ強い。シカトリックスを倒すために主人公と同行を申し出てきた。
ジャルマーヤ
初期ジョブは名祈祷師。円形の建造物があり付近に立っている女性自然魔法師。シャドウジャンパーを追う依頼を出す。

### モンスター
イエローアイ

ロストクイーン
深く洞窟の部屋の一番奥に潜む巨大な蜘蛛女。尾部からはミュコーサライダーを産む。実は天星の杖を持っていない。かつてはアシシュという名前の女司令官であり、通謀利敵罪により、残酷な魔法実験を経て、巨大な蜘蛛女に変化していた。
ダークアコリテス

シカトリックス
冥府の山の巣窟の奧に居む骸骨の王。炎の鎌を持つ。
ルーンマスター
ルーンガーディアンを守って恐怖のマスター。雷電を召喚するアンクの大鎌を持っている。
ノシローム

クリスタルガーディアン
炎の洞窟に居む4体のクリスタル怪物。
シャドウジャンパー
遠古の悪魔。天星の杖を奪われた張本人。アランナ大陸の天気を支えるエレメントの歯車・グレート クロックの破壊を企む。

### その他
ハーディソンドーン村長
アーホックの村の村長。北の門から外に出て怪物退治に依頼する。
クェーダー
伝説の島の北の島に立っている長老。パーティを助けるためにザウラスクを片づける依頼を提出した。
ザウラスク

サーグ
マケーシャ古寺院跡にいる考古学者。天星の杖に関する事とシャドウジャンパーについて聞くようになる。
ブラン・トーラス
橋の手前に立っている男性。ルーンマスターに脅かされる彼と息子ルークの窮状を訴えられている。
ルーク
橋を渡った先に立っているブラン・トーラスの息子。「デムロックの魔導書」は彼の報酬。

## クエストアイテム
レイナードのギフト
忘却の回廊にある緑色の光る宝箱の中の弓。かつては主人公の母に使われている。
ニールからジャフへの手紙
ラハークの石
アンバーティーンの権謀
天星の杖
先端にオレンジ色の光る宝石が付いているスタッフ。非常に強力な力を秘めている。

## 地名・場所
アーホック村
雪深き渓谷
氷の貯蔵窟
凍結湖
忘却の回廊
島の海辺
海岸沿いの断崖
イリコー
暗がりの密林
発掘の地
地下都市
畏怖の沼地
冥府の山
ジグラッツ遺跡
往古の街
デムロック間道
デムロック山峡
クメセクトの塔
ゾット山道
ゾット荒地
断崖の街
堡塁地帯
ストロングホールド要塞
グレート クロック

## スタッフ
- デザイナー・プロジェクトリーダー - クリス・テイラー
- プロデューサー・デザイナー - ジェイコブ・マクマホン
- テックリード - ケヴィン・プン
- アートディレクター - スティーヴン・トンプソン
- アシスタント・プロデューサー - マーシュ・メイシー
- シナリオ・対話 - ニール・ホールフォード、サーラ・ボウリアン、ビット・ビンガム、エヴァン・イングレス、
- 音楽 - ジェレミー・ソウル、ジュリアン・ソウル、スティーヴ・スミス
- サウンドデザイン - フランク・ブリー

## 章節
- 第1章：過去の幻影（Shadows of The Past）
  - 最初の試練
  - 猟師
  - 一族の弓
  - 天星の杖
- 第2章：伝説の島（The Island of Legends）
  - 呪術師の町
  - 大男の務め
  - ザークの助手
  - ラハークの石
  - ダークアコリテス
  - シカトリックスの災厄
  - 特別な届け物
- 第3章：険しい道程（The Crown and The Cut）
  - 聖なる番人
  - ルーンマスターの恐怖
  - 地中に沈んだ塔
- 第4章：購いの巡礼（Pilgrimage of Redemption）
  - 癒しの泉
  - 救出
  - 再開
  - ノシロームとの戦い
  - クリスタルガーディアン
- 第5章：（The Countdown）

## ゲームシリーズ
- ダンジョン シージ
  - ダンジョン シージ: アランナの伝説（拡張パック）
- 紅染の盟約 Birth of Blue Teardrop（日本のみ発売）
- ダンジョン シージ 2
  - ダンジョン シージ 2: ブロークン・ワールド（英語版）（拡張パック、日本未発売）
- ダンジョン シージ: スローン・オブ・アゴニー（英語版）（PSPのみ対応、日本未発売）
- ダンジョン シージ 3
  - ダンジョン シージ 3: Treasures of the Sun（拡張パック、ダウンロードコンテンツ）